# Megadenus cantharelloides
Megadenus cantharelloides is een slakkensoort uit de familie van de Eulimidae. De wetenschappelijke naam van de soort is voor het eerst geldig gepubliceerd in 1972 door Humphreys & Lützen.